# Chevaux et hippiatrie
الءكهايل وا الءبايتارا
Chevaux et hippiatrie (arabe : الخيل والبيطرة), également désigné sous le nom de traité d’Abû Abdallah Ibn Akhî Hizâm al-Khuttalî, est un texte fondateur de l’hippologie et de l'hippiatrie arabo-musulmane, rédigé au IXe siècle pendant le règne des Abbassides.
Ce texte devient une source d'inspiration majeure pour d'autres auteurs de traités d'hippiatrie, notamment pour Abû Bekr Ibn Badr al-Baytâr, l'auteur du Nâçerî, et pour Ibn al-‘Awwâm.

## Titres
Ce traité a porté plusieurs titres au cours de son histoire et des copies qui en ont été effectuées, tels que : Le Livre de Chevalerie et des Marques des Chevaux (kitâb al-furûsiyya wa chiyat al-khayl) ; Les Arts de la Science de Chevalerie (funûn ilm al-furûssiya), Le Livre de la Chevalerie et de l’Hippiatrie relative aux Marques des Chevaux (kitâb al-furûsiyya wa al-baytara fî alâmât al-khayl), et Les Chevaux et l’Hippiatrie (al-khayl wa al-baytara), que le professeur de physiologie animale (Institut agronomique et vétérinaire Hassan-II) Jamal Hossaini-Hilali et le professeur de langue arabe Abdelkrim El Kasri estiment être le titre le plus répandu.
En raison d'erreurs de signes diacritiques retranscrites par les copistes, les manuscrits du traité rédigé par Ibn Akhî Hizâm sont attribués avec différentes variantes dans le nom de Hizâm, telles que Hizam, Hazzâm, Huzâm et Khizâm.

## Histoire et influence
Chevaux et hippiatrie est un traité d'hippiatrie fondateur, peu connu, rédigé sur le territoire de l'Irak au IXe siècle par Abû Abdallah Ibn Akhî Hizâm al-Khuttalî, sous le règne des Abbassides. Hossaini-Hilali et El Kasri le considèrent comme « un texte fondateur de l’hippologie et hippiatrie arabo-musulmane durant la période médiévale ». Il a probablement été écrit vers 895. Il est influencé par les textes des hippiatres grecs, syriens, persans, et indiens.
Ce traité est l'une des sources d'inspiration de la majorité des auteurs de traités d'hippiatrie postérieurs, dont Abû Bekr Ibn Badr al-Baytâr, l'auteur du Nâçerî, et Ibn al-‘Awwâm.
En 2018, l’Association du Salon international du cheval d'El Jadida au Maroc a édité une traduction en français de ce livre pour le faire connaitre aux lecteurs non arabophones et pour en faciliter la compréhension même pour les arabophones car il a été écrit dans une langue arabe ancienne, comprise uniquement par les spécialistes. Cette traduction a été faite par El Kasri et Hossaini-Hilali déjà cités ,.

## Contenu
La première partie de ce traité comporte une liste de littératures consacrées au cheval et aux arts équestres, ainsi qu'une description des qualités morphologiques de cet animal, avec de très nombreuses références au Coran, aux hadiths du Prophète et à la poésie arabe anté et post islamique. La seconde partie est consacrée aux vices, tares et maladies du cheval. La troisième partie est consacrée aux remèdes et procédés thérapeutiques.

### Bibliograpĥie
- [Desbrosse 2019] Francis Desbrosse, « Chevaux et Hippiatrie, de Abû Abdallah Ibn Akhî Hizâm al-Khuttalî. Traduit par Abdelkrim El Kasri et Jamal Hossaini-Hilali. Association du Salon du Cheval d’El Jadida (2018) », Bulletin de l'Académie Vétérinaire de France, vol. 172, no 1,‎ 2019, p. 185–185 (lire en ligne, consulté le 11 juillet 2022)
- [Hossaini-Hilali et El Kasri 2021] Jamal Hossaini-Hilali et Abdelkrim El Kasri, « Le traité d’Ibn Akhi Hizam Al-Khuttali : un texte fondateur de l’Hippologie det hippiatrie arabo-musulmane », Bulletin de l'Académie vétérinaire de France, vol. 174,‎ 2021 (DOI 10.3406/bavf.2021.70956, lire en ligne [PDF], consulté le 11 juillet 2022)